# Bevis (juridik)
Bevis eller bevisning är i juridiska sammanhang något som används för att styrka (bevisa) ett påstående eller sakförhållande.
Olika bevismedel, d.v.s. olika "typ av bevisning" förekommer. Som bevismedel räknas till exempel vittnesförhör, skriftligt bevis (d.v.s. brev, protokoll och andra skriftliga handlingar), syn eller kriminalteknisk bevisning. Rättegångsbalkens tredje avdelning (35 kap-41 kap) handlar om bevisning. Till exempel handlar 35 kap om bevisning i allmänhet, 36 kap om vittnesförhör, 38 kap om skriftlig bevisning, 39 kap om syn och 40 kap om sakkunnigbevisning.
Bevistema avser - inom processrätt - den omständighet som skall bevisas genom ett åberopat bevis. Då bevisningen ytterst tar sikte på ett rättsfaktum, utgör detta vanligtvis bevisets tema. 
Det bevisvärde som måste uppnås för att en sådan omständighet, bevistemat, ska anses styrkt inom juridikens processrätt kallas beviskrav. När detta krav väl uppnåtts anses omständigheten föreligga fullt ut, även om olika grader av osäkerhet kan tillåtas.